# Reinhard Franz
Reinhard Franz (Anenská Studánka, 25 maggio 1934 – Zwickau, 8 marzo 2015) è stato un calciatore tedesco orientale, dal 1990 tedesco, di ruolo centrocampista.

## Statistiche

### Cronologia presenze e reti in Nazionale
| Cronologia completa delle presenze e delle reti in nazionale ― Germania Est | Cronologia completa delle presenze e delle reti in nazionale ― Germania Est | Cronologia completa delle presenze e delle reti in nazionale ― Germania Est | Cronologia completa delle presenze e delle reti in nazionale ― Germania Est | Cronologia completa delle presenze e delle reti in nazionale ― Germania Est | Cronologia completa delle presenze e delle reti in nazionale ― Germania Est | Cronologia completa delle presenze e delle reti in nazionale ― Germania Est | Cronologia completa delle presenze e delle reti in nazionale ― Germania Est |
| Data                                                                        | Città                                                                       | In casa                                                                     | Risultato                                                                   | Ospiti                                                                      | Competizione                                                                | Reti                                                                        | Note                                                                        |
| --------------------------------------------------------------------------- | --------------------------------------------------------------------------- | --------------------------------------------------------------------------- | --------------------------------------------------------------------------- | --------------------------------------------------------------------------- | --------------------------------------------------------------------------- | --------------------------------------------------------------------------- | --------------------------------------------------------------------------- |
| 14/10/1956                                                                  | Sofia                                                                       | Bulgaria                                                                    | 3 – 1                                                                       | Germania Est                                                                | Amichevole                                                                  | -                                                                           | 53’                                                                         |
| 13/08/1958                                                                  | Oslo                                                                        | Norvegia                                                                    | 6 – 5                                                                       | Germania Est                                                                | Amichevole                                                                  | -                                                                           | 75’                                                                         |
| 12/08/1959                                                                  | Lipsia                                                                      | Germania Est                                                                | 2 – 1                                                                       | Cecoslovacchia                                                              | Amichevole                                                                  | 1                                                                           |                                                                             |
| 06/09/1959                                                                  | Helsinki                                                                    | Finlandia                                                                   | 3 – 2                                                                       | Germania Est                                                                | Amichevole                                                                  | 1                                                                           |                                                                             |
| 10/07/1960                                                                  | Sofia                                                                       | Bulgaria                                                                    | 2 – 0                                                                       | Germania Est                                                                | Amichevole                                                                  | -                                                                           | 64’                                                                         |
| Totale                                                                      |                                                                             | Presenze                                                                    | 5                                                                           |                                                                             | Reti                                                                        | 2                                                                           |                                                                             |